# ミュージック学科
ミュージック学科とは専門学校などの教育機関に置かれる学科の名称。多くの大学や短期大学に設置されている音楽学科と似たような形態ではあるものの、ミュージック学科は音楽学科と比較してみたところ卒業後の進路イメージとしてゲーム音楽やポピュラー音楽などサブカルチャー的な分野で活躍できる人材の育成に力を入れているところが特徴。

## 設置校
- HAL (専門学校)
- 尚美ミュージックカレッジ専門学校（ミュージックビジネス学科）
- 専門学校東京ビジュアルアーツ（ミュージシャン学科）
- 東京工学院専門学校
- 専門学校デジタルアーツ仙台（ミュージックスタッフ科）
- 東北電子専門学校（デジタルミュージック科）
- 原田学園デジタルアーツ専門学校（サウンド・ミュージック科）
- 日本電子専門学校